# Celso Roth
Celso Juarez Roth (Caxias do Sul, 30 novembre 1957) è un allenatore di calcio brasiliano.

## Palmarès

### Allenatore
- Campionato Gaúcho: 2

Internacional: 1997
Grêmio: 1999
- Campionato del Nordest: 1

Sport: 2000
- Coppa Libertadores: 1

Internacional: 2010